# آن ماري ميفيل
آن ماري ميفيل هي كاتبة سيناريو ومخرجة وممثلة سويسرية، ولدت في 11 نوفمبر 1945 بلوزان في سويسرا.

## وصلات خارجية
- آن ماري ميفيل على موقع IMDb (الإنجليزية)
- آن ماري ميفيل على موقع قاعدة بيانات الأفلام العربية
- آن ماري ميفيل على موقع ألو سيني (الفرنسية)
- آن ماري ميفيل على موقع أول موفي (الإنجليزية)
- آن ماري ميفيل على موقع قاعدة بيانات الأفلام السويدية (السويدية)
- آن ماري ميفيل على موقع ديسكوغز (الإنجليزية)
- آن ماري ميفيل على موقع قاعدة بيانات الفيلم (الإنجليزية)
- آن ماري ميفيل على موقع كينوبويسك (الروسية)